# Drosophila dacunhai
Drosophila dacunhai este o specie de muște din genul Drosophila, familia Drosophilidae, descrisă de Mourao și Bicudo în anul 1967.
Este endemică în Jamaica. Conform Catalogue of Life specia Drosophila dacunhai nu are subspecii cunoscute.